# Ватерполо репрезентација Словачке
Ватерполо репрезентација Словачке представља Словачку у међународним такмичењима у ватерполу. Налази се под контролом Пливачког савеза Словачке. Успостављена је 1993. као наследник Чехословачке, тако да сви резултати пре 1993. године припадају Словачкој. 

## Резултати репрезентације на међународним такмичењима

### Олимпијске игре
| Олим. игре                      | Учествовање           | Пласман               | ИГ                    | П                     | Н                     | И                     | ГД                    | ГП                    | ГР                    |
| ------------------------------- | --------------------- | --------------------- | --------------------- | --------------------- | --------------------- | --------------------- | --------------------- | --------------------- | --------------------- |
| Париз 1900 - Сеул 1988.         | Као део Чехословачке  | Као део Чехословачке  | Као део Чехословачке  | Као део Чехословачке  | Као део Чехословачке  | Као део Чехословачке  | Као део Чехословачке  | Као део Чехословачке  | Као део Чехословачке  |
| Барселона 1992. - Атланта 1996. | Нису се квалификовали | Нису се квалификовали | Нису се квалификовали | Нису се квалификовали | Нису се квалификовали | Нису се квалификовали | Нису се квалификовали | Нису се квалификовали | Нису се квалификовали |
| Сиднеј 2000.                    | Групна фаза           | 12. место             | 5                     | 0                     | 0                     | 5                     | 30                    | 59                    | -29                   |
| Атина 2004. - данас             | Нису се квалификовали | Нису се квалификовали | Нису се квалификовали | Нису се квалификовали | Нису се квалификовали | Нису се квалификовали | Нису се квалификовали | Нису се квалификовали | Нису се квалификовали |
| Укупно                          | 1 учешће              | 12. место             | 5                     | 0                     | 0                     | 5                     | 30                    | 59                    | -29                   |

### Светско првенство у ватерполу
| Светско првенство          | Учествовање           | Пласман               | ИГ                    | П                     | Н                     | И                     | ГД                    | ГП                    | ГР                    |
| -------------------------- | --------------------- | --------------------- | --------------------- | --------------------- | --------------------- | --------------------- | --------------------- | --------------------- | --------------------- |
| Београд 1973. - Перт 1991. | Као део Чехословачке  | Као део Чехословачке  | Као део Чехословачке  | Као део Чехословачке  | Као део Чехословачке  | Као део Чехословачке  | Као део Чехословачке  | Као део Чехословачке  | Као део Чехословачке  |
| Рим 1994.                  | Нису се квалификовали | Нису се квалификовали | Нису се квалификовали | Нису се квалификовали | Нису се квалификовали | Нису се квалификовали | Нису се квалификовали | Нису се квалификовали | Нису се квалификовали |
| Перт 1998.                 | Друга групна фаза     | 10. место             | 8                     | 4                     | 0                     | 4                     | 61                    | 71                    | -10                   |
| Фукуока 2001.              | Друга групна фаза     | 11. место             | 8                     | 2                     | 0                     | 6                     | 54                    | 59                    | -5                    |
| Барселона 2003.            | Четвртфинале          | 8. место              | 7                     | 2                     | 0                     | 5                     | 42                    | 64                    | -22                   |
| Монтреал 2005. - данас     | Нису се квалификовали | Нису се квалификовали | Нису се квалификовали | Нису се квалификовали | Нису се квалификовали | Нису се квалификовали | Нису се квалификовали | Нису се квалификовали | Нису се квалификовали |
| Укупно                     | 3 учешћа              | '                     | 23                    | 8                     | 0                     | 15                    | 157                   | 194                   | -37                   |

### Европско првенство у ватерполу
| Европско првенство            | Учествовање           | Пласман               | ИГ                    | П                     | Н                     | И                     | ГД                    | ГП                    | ГР                    |
| ----------------------------- | --------------------- | --------------------- | --------------------- | --------------------- | --------------------- | --------------------- | --------------------- | --------------------- | --------------------- |
| Будимпешта 1926 - Атина 1991. | Као део Чехословачке  | Као део Чехословачке  | Као део Чехословачке  | Као део Чехословачке  | Као део Чехословачке  | Као део Чехословачке  | Као део Чехословачке  | Као део Чехословачке  | Као део Чехословачке  |
| Шефилд 1993.                  | Групна фаза           | 10. место             | 7                     | 2                     | 2                     | 3                     | 64                    | 69                    | -5                    |
| Беч 1995.                     | Нису се квалификовали | Нису се квалификовали | Нису се квалификовали | Нису се квалификовали | Нису се квалификовали | Нису се квалификовали | Нису се квалификовали | Нису се квалификовали | Нису се квалификовали |
| Севиља 1997.                  | Четвртфинале          | 8. место              | 7                     | 2                     | 0                     | 5                     | 49                    | 57                    | -8                    |
| Фиренца 1999.                 | Групна фаза           | 10. место             | 6                     | 1                     | 0                     | 5                     | 37                    | 52                    | -15                   |
| Будимпешта 2001.              | Четвртфинале          | 8. место              | 7                     | 2                     | 1                     | 4                     | 59                    | 68                    | -9                    |
| Крањ 2003.                    | Четвртфинале          | 7. место              | 8                     | 3                     | 0                     | 5                     | 63                    | 77                    | -14                   |
| Београд 2006.                 | Групна фаза           | 11. место             | 7                     | 2                     | 0                     | 5                     | 52                    | 83                    | -31                   |
| Малага 2008.                  | Групна фаза           | 12. место             | 7                     | 0                     | 0                     | 7                     | 33                    | 92                    | -59                   |
| Загреб 2010.                  | Нису се квалификовали | Нису се квалификовали | Нису се квалификовали | Нису се квалификовали | Нису се квалификовали | Нису се квалификовали | Нису се квалификовали | Нису се квалификовали | Нису се квалификовали |
| Ајндховен 2012.               | Нису се квалификовали | Нису се квалификовали | Нису се квалификовали | Нису се квалификовали | Нису се квалификовали | Нису се квалификовали | Нису се квалификовали | Нису се квалификовали | Нису се квалификовали |
| Будимпешта 2014.              | Нису се квалификовали | Нису се квалификовали | Нису се квалификовали | Нису се квалификовали | Нису се квалификовали | Нису се квалификовали | Нису се квалификовали | Нису се квалификовали | Нису се квалификовали |
| Београд 2016.                 | Осмина финала         | 13. место             | 7                     | 2                     | 0                     | 5                     | 54                    | 70                    | -16                   |
| Барселона 2018.               | Групна фаза           | 14. место             | 5                     | 1                     | 0                     | 4                     | 33                    | 48                    | -15                   |
| Будимпешта 2020.              | Групна фаза           | 14. место             | 5                     | 1                     | 0                     | 4                     | 27                    | 52                    | -25                   |
| Сплит 2022.                   | Групна фаза           | 15. место             | 5                     | 1                     | 0                     | 4                     | 48                    | 78                    | -30                   |
| Дубровник/Загреб 2024.        | Групна фаза           | 13. место             | 5                     | 3                     | 0                     | 2                     | 53                    | 51                    | +2                    |
| Укупно                        | 12 учешћа             |                       | 76                    | 20                    | 3                     | 53                    | 572                   | 797                   | -225                  |

### Светска лига у ватерполу
Није учествовала до сада

### Светски куп у ватерполу
Није учествовала до сада

## Познати играчи
- Карол Бачо
- Мартин Фамера
- Александер Нађи
- Лукаш Семан
- Јурај Затович